# Relações entre Arábia Saudita e Bangladesh
As relações entre Arábia Saudita e Bangladesh são as relações diplomáticas estabelecidas entre o Reino da Arábia Saudita e a República Popular de Bangladesh.
Desde o estabelecimento de laços diplomáticos em 1975, Bangladesh e Arábia Saudita mantêm laços de amizade cordiais e estreitos, caracterizados pelo entendimento mútuo e uma profunda fraternidade. O Reino da Arábia Saudita é um grande destino de trabalhadores vindos de Bangladesh, que contribuem significativamente para o desenvolvimento nacional de ambos os países. O fluxo de remessas da Arábia Saudita para Bangladesh é de cerca de 22% das remessas totais, aproximadamente US$ 34 bilhões somente em 2018.
A Arábia Saudita e o Bangladesh compartilham a percepção comum sobre muitas questões nas arenas regionais e internacionais, particularmente as relacionadas à religião islâmica, maioria nos dois países. A vertente sunita do Islamismo é a mais praticada.